# Quint Servili Cepió (cònsol 106 aC)
Quint Servili Cepió el vell (en llatí Quintus Servilius Q. F. Cn. N. Caepio) va ser un magistrat romà del segle i aC. Era fill de Quint Servili Cepió (Quint Servilius Q. F. CN. N. Caepio). Formava part de la gens Servília i era de la família dels Cepió.
Va ser pretor cap a l'any 110 aC i va governar la Hispània Ulterior on va triomfar sobre els lusitans segons els Fasti Capitolinns, com a propretor el 108 aC. Va ser elegit cònsol el 106 aC junt amb Gai Atili Serrà i va proposar una llei per retornar la judicia als senadors que n'havien estat privats per la llei Semprònia de Gai Grac. Es creu que aquesta llei va arribar a ser aprovada, però derogada poc temps després.

## Carrera política i militar
Cepió va començar la seva carrera política sent legat a Àsia de l'any 129 al 126 aC.
Després va rebre el govern de la província de la Gàl·lia Narbonense, la qual va ser envaïda pels cimbres. Els tectòsages de Tolosa es van revoltar en favor d'aquests contra els romans i Cepió va saquejar la ciutat més per enriquir-se que per necessitats militars. Va fer un immens botí però després el seu exèrcit va ser destruït pels cimbres i aquesta derrota es va veure com un càstig diví. El fet va donar lloc al proverbi Aurum Tolosanum habet. El botí seria part del mític or de Tolosa, un tresor amagat, la historicitat del qual és dubtosa malgrat que apareix en diverses fonts antigues.
Va continuar amb el comandament de la província el 105 aC quan va arribar un altre exèrcit romà dirigit pel cònsol Gneu Mal·li Màxim (en alguna font apareix com Gneu Manli Màxim). Aquest no era membre de la noblesa romana i Cepió no hi va voler cooperar i finalment els dos es van dividir la província (Cepió la part occidental i Manli l'oriental). Derrotat Marc Aureli Escaure pels cimbres, Cepió va enviar en el seu ajut a Mal·li al qui va donar part de les seves forces. Primer Cepió no hi volia anar però després va seguir per no deixar la possible glòria en mans de Mal·li. Tot i així va acampar separadament i ho va fer en una posició vulnerable pels dos exèrcits romans, fins al punt de què els soldats se'n van adonar i van imposar a Cepió unir les seves forces a les de Mal·li. Les discòrdies entre els dos homes no van parar d'augmentar i es van tornar a separar. Llavors van ser atacats pels cimbres i els dos exèrcits aniquilats, amb 80.000 soldats i 40.000 auxiliars morts. Només uns deu homes es van salvar (Batalla d'Arausio 6 d'octubre del 105 aC).
Deu anys després de la batalla (95 aC) va ser jutjat per la pèrdua de l'exèrcit per iniciativa del tribú de la plebs Gai Norbà. Va portar la defensa l'orador Luci Licini Cras, i se'l va privar d'imperium (comandament), de la ciutadania i se'l va prohibir viure a menys de 1.300 km de Roma, a més d'una multa de 15.000 talents d'or. A més no podria veure ni parlar amb els amics i la família fins a sortir cap a l'exili. Va marxar a Esmirna on va viure fins a la seva mort. Altres relats diuen que va morir a la presó i altres que va ser empresonat però es va escapar mercès a l'ajut del seu amic el tribú Luci Antisti Regí i llavors va anar a Esmirna.